# Strasshof an der Nordbahn
Strasshof an der Nordbahn é um município da Áustria localizado no distrito de Gänserndorf, no estado de Baixa Áustria.